# Bàn tay

Cấu tạo bàn tay người

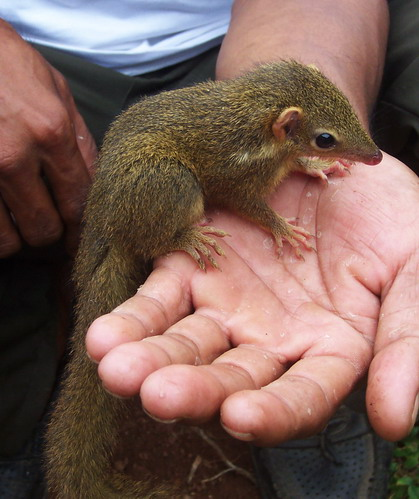
Tupaia javanica, Homo sapiens

Bàn tay hay thủ là một bộ phận của con người, có chức năng cầm nắm. Bàn tay nằm ở cuối một cánh tay (đối với con người) hoặc ở cuối chi trước của động vật linh trưởng và một số động vật có xương sống khác.
Bàn tay là một trong những bộ phận quan trọng nhất của cơ thể con người. Nó hỗ trợ cho các hoạt động đơn giản (như nắm một vật thể lớn) hoặc các hoạt động phức tạp hơn (như nhặt một viên sỏi nhỏ). Các ngón tay là nơi tập trung dày đặc các dây thần kinh, là nơi nhận nhiều phản hồi xúc giác nhất, và là nơi định vị lớn nhất trên cơ thể người. Vì vậy, ý thức liên lạc của con người liên hệ mật thiết với hai bàn tay.
Giống như các bộ phận khác (tai, mắt, chân), mỗi bàn tay được điều khiển bởi một bán cầu não đối lập. Bàn tay phải được bán cầu não trái chỉ huy và ngược lại. Do đó, việc thuận tay nào (thói quen viết bút, dùng tay nào nhiều vào các hoạt động khác nhau) phản ánh rõ đặc điểm của cá nhân mỗi người.
Mỗi con người có hai bàn tay. Nhưng loài khỉ thường được biết có bốn bàn tay vì các ngón chân dài hệt như các ngón tay. Cấu tạo như thế cho phép khỉ có thể dùng chân để làm những nhiệm vụ của bàn tay. Ngoài ra, một số linh trưởng khác có ngón chân dài hơn ngón tay của con người.

## Giải phẫu học
Bàn tay người bao gồm năm ngón tay, nối liền với cẳng tay bằng một phần gọi là cổ tay. Bàn tay lật ngược lại được gọi là mu bàn tay.

### Những ngón tay
Bốn ngón tay ngoài cùng của bàn tay (không kể ngón cái) có thể nắm lại để bắt hoặc cầm lấy vật thể. Mỗi ngón tay, bắt đầu từ ngón gần ngón cái nhất trở ra đều có một cái tên để phân biệt với các ngón khác:
- Ngón cái là ngón đầu tiên tính từ trái sang phải của bàn tay phải đang đặt úp lại hoặc từ phải sang trái của bàn tay trái đang đặt úp lại.
- Ngón trỏ là ngón gần ngón cái nhất.
- Ngón giữa là ngón tiếp theo sau ngón trỏ.
- Ngón áp út là ngón tiếp theo sau ngón tay giữa.
- Ngón út là ngón cuối cùng và cũng là ngón nhỏ nhất trong năm ngón tay.

Trong các ngón tay, ngón tay cái có thể dễ dàng xoay 90°. Trong khi đó, các ngón còn lại chỉ có thể xoay 45°. Một điều đáng tin cậy rằng để phân biệt tay thật và tay giả, ta có thể xem xét đến tính linh hoạt của ngón cái. Đối với tay thật, ngón cái có thể dễ dàng xoay chuyển và đối diện được với các ngón còn lại.

### Hệ thống xương

Miêu tả các xương của bàn tay người.

Hai bàn tay người có 27 cái xương: khối xương cổ tay có 8 xương; các xương bàn tay hoặc lòng bàn tay có 5 xương; 14 cái xương còn lại thuộc về các ngón tay (kể cả ngón cái).
8 xương cổ tay được xếp làm 2 hàng mỗi hàng 4 xương. Những cái xương này gắn chặt vào 1 ổ xương không sâu được hình thành bởi các xương cẳng tay.
Lòng bàn tay có 5 xương được gọi là xương bàn tay, mỗi xương bàn tay của 1 ngón tay. Mỗi xương bàn tay có 1 đầu, 1 trục và 1 chân.
Con người có 14 xương ngón tay, còn gọi là các đốt ngón tay hay đốt xương ngón tay. 2 xương ở hai ngón tay cái (ngón tay cái không có đốt xương giữa (đốt xương màu xanh dương trong hình, tiếng Anh: Intermediate phalanges)) và 3 xương ở mỗi ngón tay còn lại (mỗi ngón tay có 3 xương).

### Khớp tay
Khớp tay của người tinh vi và phức tạp, cũng như linh hoạt hơn so với các loài động vật khác. Nếu không có các khớp tay này, bàn tay chúng ta không thể hoạt động và làm những động tác phức tạp với các vật thể hay công cụ. Mặc khác, nhờ các khớp tay mà bàn tay chúng ta có thể nắm lại hay thả ra một cách linh hoạt hoặc làm những cử chỉ ở tay một cách dễ dàng.
Các khớp tay bao gồm:
- Khớp gian đốt ngón tay (Interphalangeal articulations of hand): là khớp nối giữa các đốt ngón tay.
- Khớp nối xương bàn tay (Metacarpophalangeal joints).
- Khớp gian xương cổ tay (Intercarpal articulations).
- Cổ tay (Wrist) (khớp nối để bàn tay có thể cử động): đây cũng là khớp có thể được xem là thuộc về cẳng tay).

### Cơ và dây chằng

Hệ thống cơ và cấu trúc dây chằng của cổ tay và lòng bàn tay.

Các động tác của bàn tay con người được thực hiện bởi hai bộ của mỗi mô. Chúng có thể được chia thành hai nhóm: các nhóm cơ ngoại và các nhóm cơ nội. Các nhóm cơ ngoại gồm các cơ gấp dài và cơ duỗi (bao gồm cơ cẳng tay). Được gọi tên là nhóm cơ ngoại vì các cơ này nằm ở cẳng tay.

## Một số hình ảnh
- Mu bàn tay
- Gan bàn tay
- Đặc điểm sinh học của một bàn tay người lớn.
- Đôi bàn tay của một người phụ nữ.
- Một bức ảnh chụp X-quang bàn tay người.
- Đôi bàn tay đang được nắm chặt lại.